# 里奥皮拉西卡巴
里奥皮拉西卡巴是巴西米纳斯吉拉斯州的一个市镇。总面积370.355平方公里，总人口14319人，人口密度38.7人/平方公里。